# 王城寺原演習場

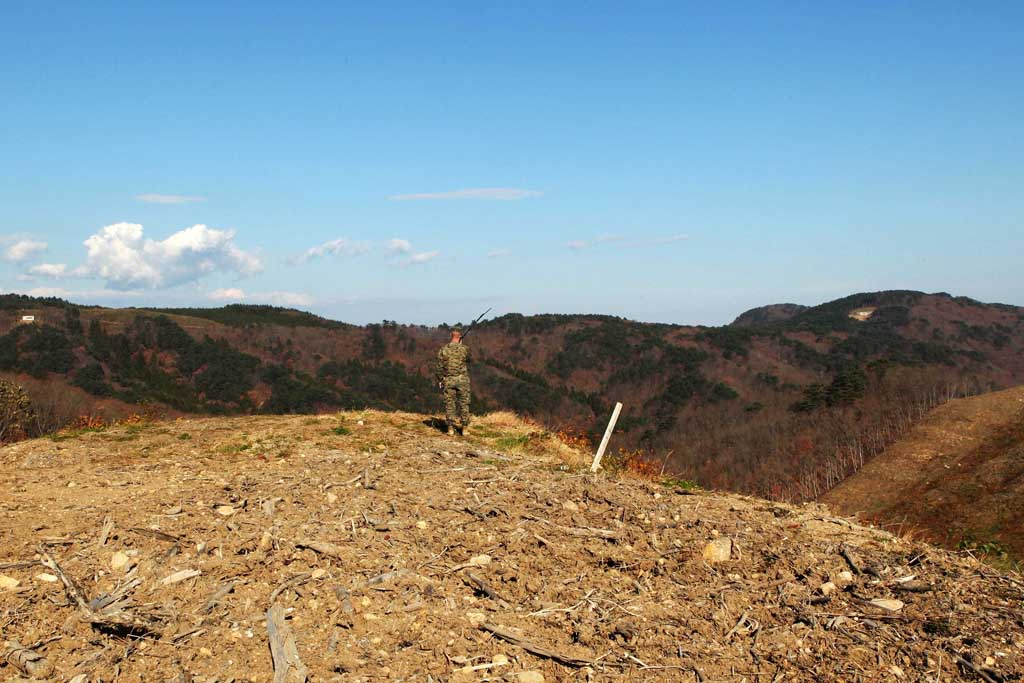
王城寺原演習場

座標: 北緯38度29分12.02秒 東経140度42分41.34秒 / 北緯38.4866722度 東経140.7114833度王城寺原演習場（おうじょうじはらえんしゅうじょう、Ojojihara Proving Ground）は、宮城県加美郡色麻町、黒川郡大和町と大衡村の3町村にまたがり所在する陸上自衛隊の演習場。東日本でも大規模な部類の演習場となる。155mm榴弾砲射撃訓練による騒音と地響きは宮城県の広範囲におよび、ニュースにもなった。2025年（令和7年）現在も続いており騒音と地響きで家の窓が震えるなど問題になっている。

## 管理部隊
- 大和駐屯地業務隊管理科演習場管理班

## 概要

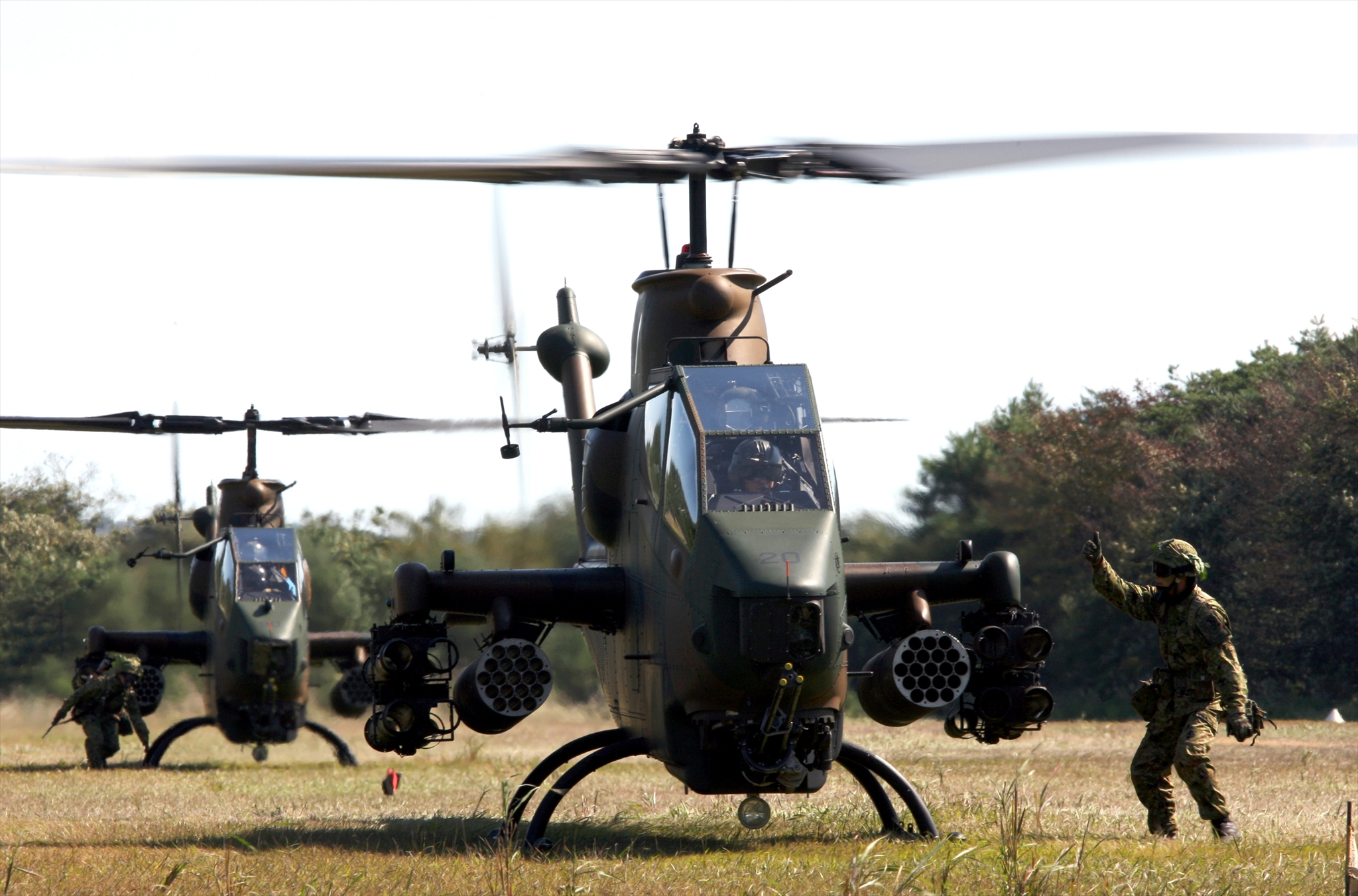
訓練のため王城寺原に飛来した陸上自衛隊のAH-1S

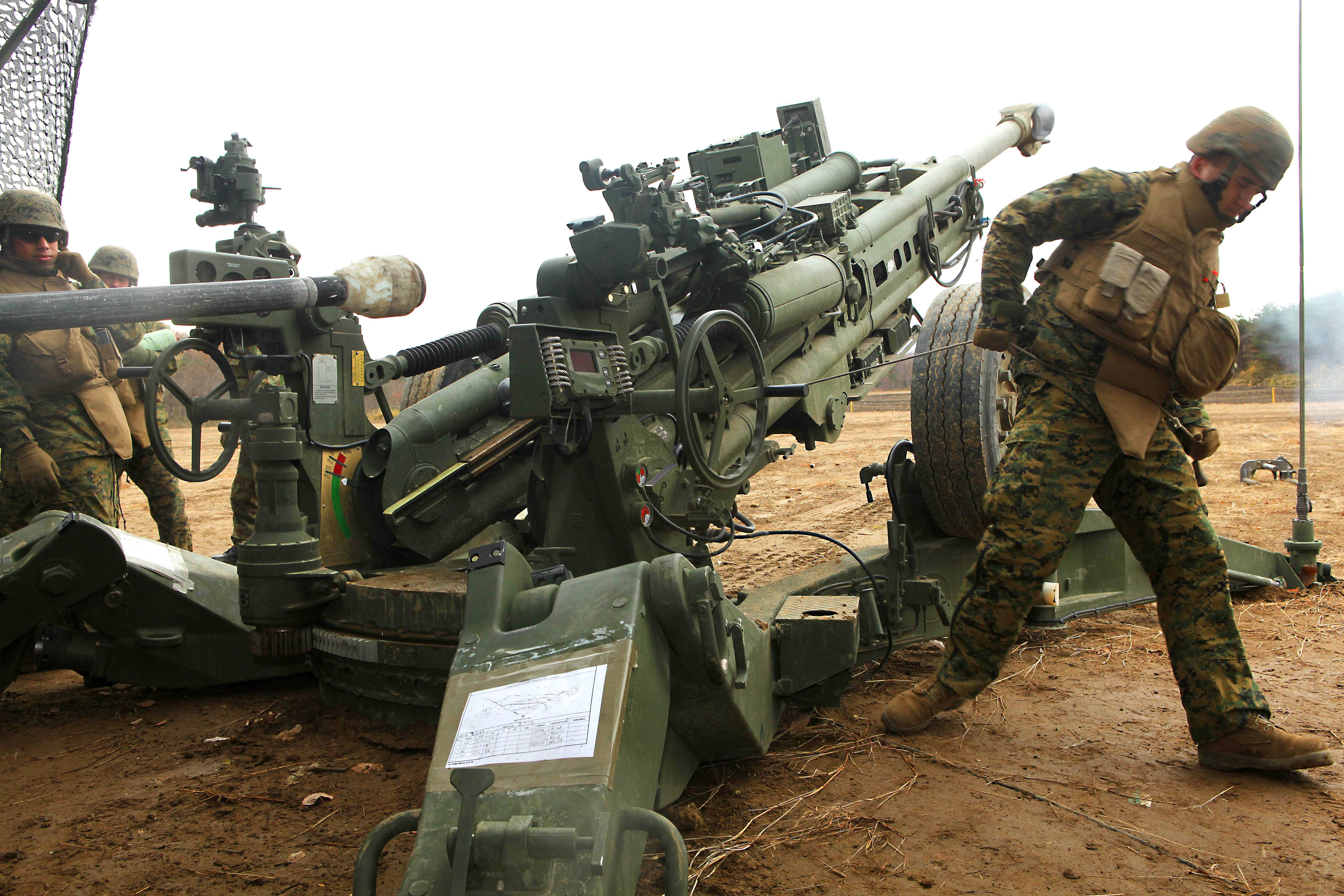
アメリカ海兵隊によるM777 155mm榴弾砲の実弾演習

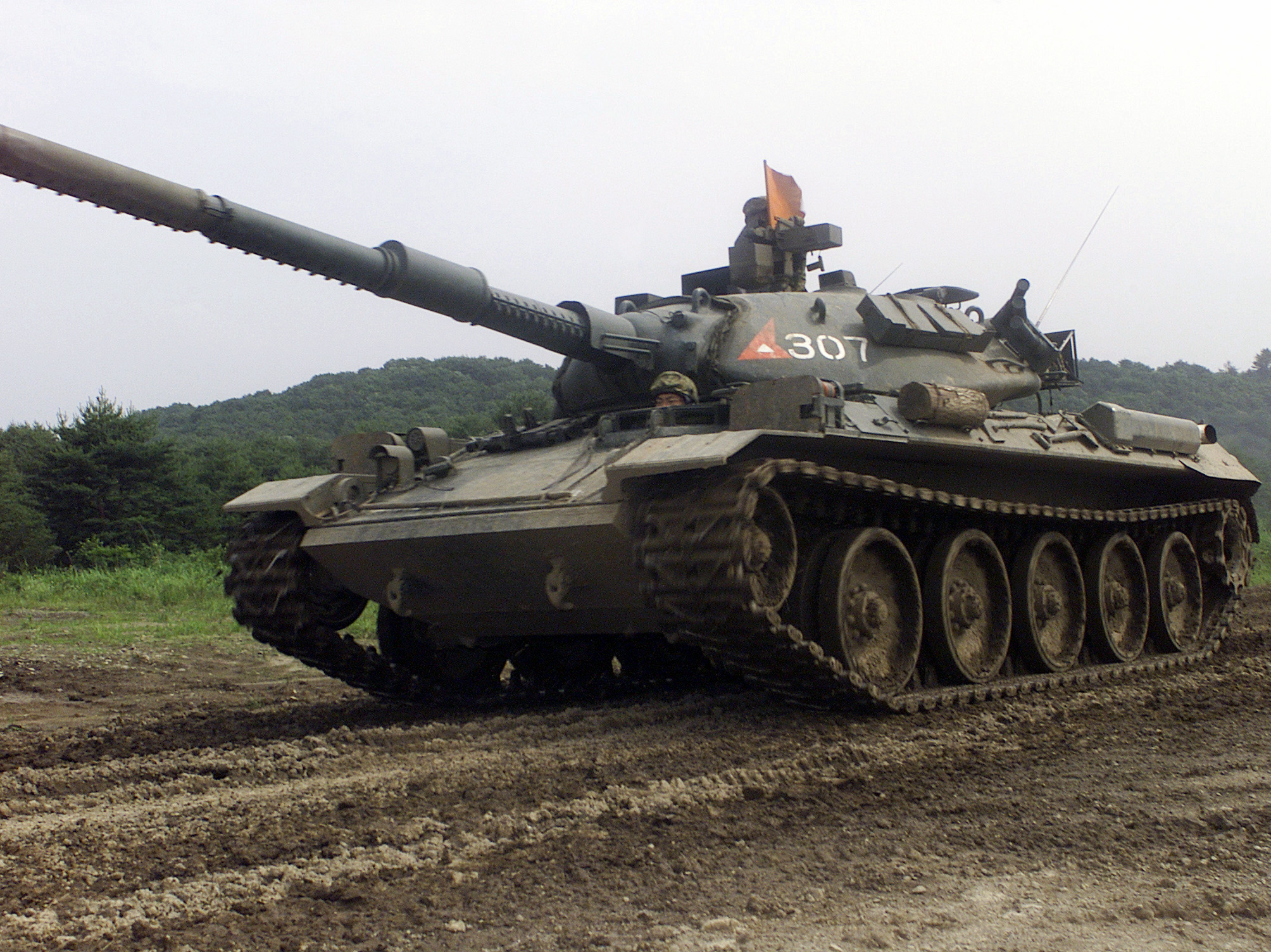
74式戦車の訓練

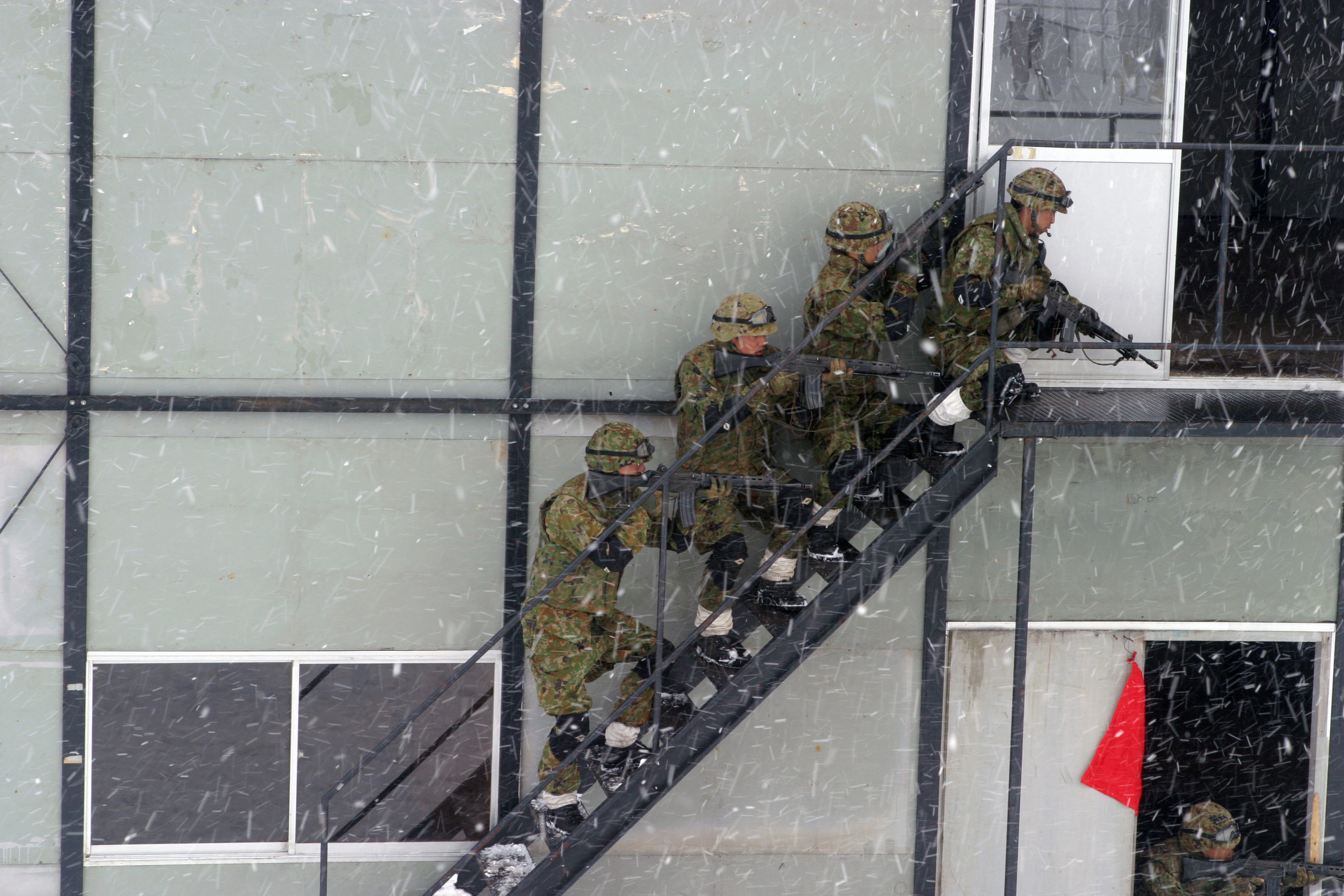
プレハブ小屋を使用したCQB訓練（2004年2月9日）

対戦車ヘリコプター、迫撃砲、榴弾砲、戦車の訓練が可能な東北地方唯一の大規模演習場であり、陸上自衛隊だけでなく在日米軍の訓練にも使われている。演習場の管理は最寄りの大和駐屯地業務隊が担当している。
面積は、約4,250万平方メートル、東京ドーム909個分の広さがあり、全国で5番目に広い。演習場には、演習場を管理する部隊が常駐しており、この広大な演習場の使用状況の把握や使用後の点検、施設や器材等の維持管理を実施する。
第二次世界大戦末期には、本土決戦に備えて特別攻撃隊専用の秘匿飛行場が設置されたことがあった。
近年では市街戦を想定した訓練場として190m×150mの区画に「ホテル」「銀行」「総合ビル」「スーパーマーケット」を模したプレハブ小屋、マンホールを有する下水道が整備されている。
現在では演習による騒音が問題となっている。例えば榴弾砲は山に向かって射撃されるが、演習場の周囲に高い山がないため、砲声等は大崎市古川や富谷市、仙台市泉区でも聞こえるようになる。

## 沿革
大原砲兵射撃場
- 1881年（明治14年）：大原砲兵射撃場として開設。当時の面積は約495,850平方メートル。

大原練兵場
- 1888年（明治21年）頃：徐々に拡張され、約2倍の面積となり、大原練兵場と仮称される。

大原演習場
- 1890年（明治23年）頃：大原演習場と呼ばれる。
- 日清戦争後の1897年（明治30年）から日露戦争後の1908年（明治41年）にかけて3回の大幅な土地の買収、収容が行われ演習場の拡張が行われた。この頃の拡張で、王城寺原を含む土地が演習場に組み込まれる。

王城寺原演習場
- 1912年（明治45年）：王城寺原演習場と改称され現在までこの名称が使用され続けている。
- 1925年（大正14年）10月：皇太子裕仁親王（のちの昭和天皇）が東北陸軍大演習を統覧。現在も色麻町の愛宕山に「摂政宮殿下御統覧記念碑」が残されている。
- 1929年（昭和04年）：仙台鉄道が演習場内を縦断して開通。
- 1945年（昭和20年）：終戦により、GHQに接収。
- 1958年（昭和33年）：戦後占領期が終わると共に返還された。
- 1984年（昭和59年）：初めての日米合同演習が行われ、その後もたびたび合同演習が実施されている。
- 1996年（平成08年）：沖縄県の負担軽減のため、在日米軍の沖縄県道104号線越え実弾射撃訓練を王城寺原演習場を含む5箇所で分散・実施することが日米合同委員会において合意された。
- 1997年（平成09年）より毎年、在日米軍の実弾射撃訓練が王城寺原演習場でも行われている。
- 2011年（平成23年）：3月11日の東北地方太平洋沖地震の際には、災害派遣の基地としても機能した。

## 演習場の状態

王城寺原演習場周辺の空中写真。2023年5月9日撮影の28枚を合成作成。。

総面積
46,488,691平方メートル
内訳
色麻町19,028,662平方メートル
大和町15,759,504平方メートル
大衡村11,700,525平方メートル

## リンク
- 王城寺原演習場等における訓練予定のお知らせ - 大和町公式ホームページ
- Artillery Relocation Training Program 16-1 - アメリカ海兵隊の広報動画。王城寺原での訓練や周辺自治体への説明の様子をまとめている。